# Ideal Club
O Ideal Club foi um clube brasileiro de futebol da cidade de São Carlos, no estado de São Paulo. Suas cores eram preto e branco. O clube surgiu para competir com o Paulista Esporte Clube de São Carlos, que posteriormente em 1918 o incorporou.
O clube mandava seus jogos, no Estádio Derby Sãocarlense, que pertencia ao Derby Club.

## História
O clube no ano de 1915 pela primeira vez participa de um campeonato oficial. Havia sido fundada a Liga Regional D’Oeste de São Paulo. As sede da competição foi provavelmente a cidade de Rio Claro. Participaram desse campeonato o Ideal Club de São Carlos, o Rio Claro, o White Team de Campinas, o Araraquara College, a AA Bebedourense e Jaboticabal Atlético; onde o clube teve uma regular participação, o campeão desse campeonato, foi o Jaboticabal Atlético.

## Jogos amistosos
- 27 de setembro de 1914 Ideal Club 1–1 Rio Claro (em Rio Claro)
- 6 de junho de 1915 Ideal Club/Paulista EC 3–1 Santos (jogo de inauguração oficial do Estádio Derby Sãocarlense)
- 9 de junho de 1915 Ideal Club ?–? Osny Team (de São Paulo)
- 15 de agosto de 1915 Ideal Club 1–4 Corinthians (realizado no Estádio Derby Sãocarlense)[3]
- 28 de julho de 1918 Ideal Club/Paulista EC 1–4 Rio Claro (jogo comemorativo da incorporação pelo Paulista Esporte Clube no Estádio Derby Sãocarlense)